# Сан-Джорджо-ді-Пезаро
Сан-Джорджо-ді-Пезаро (італ. San Giorgio di Pesaro) — муніципалітет в Італії, у регіоні Марке,  провінція Пезаро і Урбіно.
Сан-Джорджо-ді-Пезаро розташований на відстані близько 210 км на північ від Рима, 45 км на захід від Анкони, 24 км на південь від Пезаро, 28 км на схід від Урбіно.
Населення — 1400 осіб (2014).
Щорічний фестиваль відбувається 23 квітня. Покровитель — святий Юрій.

## Демографія
Населення за роками:

Станом на 31 грудня 2014 року в муніципалітеті офіційно проживало 75 іноземців з 18 країн, серед них 19 громадян країн Євросоюзу та 6 громадян України.

## Сусідні муніципалітети
- Мондавіо
- Монте-Порціо
- Орчано-ді-Пезаро
- П'ядже
- Сан-Костанцо